# احتجاجات أذربيجان عام 2020
الاحتجاجات الأذربيجانية لعام 2020، والمعروفة أيضًا داخل أذربيجان باسم مسيرة قره باغ، هي سلسلة من الاحتجاجات المدنية في الفترة من 12 إلى 15 يوليو في مدن وبلدات مختلفة في أذربيجان. اندلعت هذه الاحتجاجات في إطار الاشتباكات الحدودية الأرمنية الأذربيجانية، وطالب المتظاهرون بحرب واسعة النطاق مع أرمينيا بسبب نزاع مرتفعات قره باغ.
اندلعت الاحتجاجات الأولية في 12 يوليو، في غوبو، حيث يعيش اللاجئون الأذربيجانيون منذ حرب مرتفعات قره باغ الأولى. على الرغم من أن الشرطة المحلية ناشدت الحشد في البداية كي يتفرقوا، غير أن الحشد تجاهلهم. تدخلت بعد ذلك وحدة الشرطة السريعة (آر بّي يو) وفرقت المتظاهرين، الذين تراوح عددهم بين 700 و800 شخص، في الساعات الأولى من يوم 13 يوليو. في 14 يوليو، بعد وفاة اللواء بولاد هاشيموف والعقيد إلغار ميرزاييف خلال الاشتباكات الحدودية مع أرمينيا، تظاهر حوالي 30 إلى 50 ألف شخص، مطالبين بإنهاء الحجر الصحي المرتبط بجائحة كوفيد -19، وإنهاء الحرب ضد أرمينيا والتعبئة على مستوى البلاد، واستقالة نجم الدين صادكوف، رئيس الأركان العامة للقوات المسلحة الأذربيجانية، في باكو، عاصمة أذربيجان وسومغايت، إضافة إلى حدوث تجمعات أصغر لدعم الجيش في مدن أخرى حول أذربيجان. بعد المظاهرات الأولية، اقتحمت مجموعة أصغر مبنى البرلمان، احتجاجًا على تقاعس الحكومة، لكن قوات الأمن طردتهم لاحقًا. وأسفرت الاشتباكات اللاحقة بين المتظاهرين وقوات الأمن عن إصابة سبعة من ضباط الشرطة، وإصابة عدة سيارات بأضرار. استمر التجمع الارتجالي على ما يبدو حتى الساعات الأولى من يوم 15 يوليو. كانت أكبر مظاهرة في أذربيجان منذ سنوات.
ولم تظهر أي شخصية معارضة أو حكومية أمام الحشد عندما اقتحموا البرلمان. وقال محللون إنه «لا يوجد مسؤول حكومي ولا مثقف» يمكنه الوقوف في وجه مثل هذا الحشد. وقال بعض أعضاء المعارضة إنهم «لم يظهروا في ذلك اليوم لأنهم كانوا قلقين من الاستفزاز». وذكر مسؤولون حكوميون أن الحكومة لم تلق خطابًا أمام الحشد نتيجة «الإجراءات التقييدية والبقاء في المنزل» بسبب جائحة كوفيد -19. فسر البعض اقتحام البرلمان، وبعض الأحداث السابقة، على أنها استفزازات تهدف إلى تشويه سمعة المتظاهرين. وبحسب زاور شيرييف، أحد محللي مجموعة الأزمات الدولية المقيم في باكو، فإن وفاة هاشيموف وغيره من كبار الضباط كانت «نقطة تحول» و«غيرت آراء الناس».
اعتبرت الحكومة الأذربيجانية اقتحام البرلمان «استفزازًا»، حيث ألقى الرئيس إلهام علييف باللوم على حزب الجبهة الشعبية الأذربيجانية، حزب المعارضة الرئيسي، في الحادث، على الرغم من إعلان الحزب براءة أعضائه من ذلك. فتحت السلطات الأذربيجانية قضية جنائية بشأن الحادث وأكملت تحقيقاتها الأولية بشأن الاعتقالات في 11 سبتمبر. تم القبض على 36 شخصًا —16 منهم كانوا أعضاء في الجبهة الشعبية الأذربيجانية. على الرغم من ذلك، وفقًا لمصادر أذربيجانية أخرى، تم اعتقال ما يصل إلى 120 شخصًا بعد الاحتجاجات، من ضمنهم صحفيين. قال أقارب بعض المعتقلين إنهم لم يتمكنوا من الحصول على معلومات عن أفراد أسرهم لأكثر من يوم. ووفقًا لبعض التقارير، لم يتم إطعام بعض المحتجزين أو منحهم مكان للنوم.
ويعتقد أن الاحتجاجات أدت إلى حرب مرتفعات قره باغ عام 2020 في وقت لاحق من العام.

## معلومات أساسية
نزاع مرتفعات قره باغ
الملكية الإقليمية لمرتفعات قره باغ متنازع عليها بشدة بين الأرمن والأذربيجان. تعود جذور الصراع على المنطقة إلى الأحداث التي أعقبت الحرب العالمية الأولى حتى حرب مرتفعات قره باغ عام 2020، كانت المنطقة بحكم القانون جزءًا من أذربيجان، على الرغم من أن أجزاء كبيرة كانت بحكم الواقع تحت سيطرة جمهورية أرتساخ غير المعترف بها دوليًا بدعم من أرمينيا.
خلال الحقبة السوفيتية، حكم إقليم مستقل داخل جمهورية أذربيجان الاشتراكية السوفياتية المنطقة ذات الأغلبية الأرمنية. عندما بدأ الاتحاد السوفيتي في التفكك خلال أواخر ثمانينيات القرن العشرين، عادت مسألة وضع مرتفعات قره باغ إلى الظهور، وفي 20 فبراير عام 1988 أصدر برلمان إقليم مرتفعات قره باغ المتمتع بالحكم الذاتي قرارًا يطلب نقل الإقليم من جمهورية أذربيجان الاشتراكية السوفياتية إلى جمهورية أرمينيا الاشتراكية السوفياتية. رفضت أذربيجان الطلب عدة مرات، وبدأ العنف العرقي بعد فترة وجيزة بسلسلة من المذابح بين عامي 1988 و1990 ضد الأرمن في سومغيت وغانجا وباكو، وضد الأذربيجان في غوغارك وستيباناكيرت. بعد إلغاء وضع الحكم الذاتي لمرتفعات قره باغ، تم إجراء استفتاء على الاستقلال في المنطقة في 10 ديسمبر 1991. قاطع السكان الأذربيجان الاستفتاء، حيث كانوا يشكلون في حينها نحو 22.8% من سكان المنطقة. صوت 99.8% من المشاركين لصالح الاستقلال. في أوائل عام 1992، بعد انهيار الاتحاد السوفيتي، انحدرت المنطقة إلى حرب مطلقة.
أدت حرب مرتفعات قره باغ الأولى إلى نزوح نحو 725 ألف أذربيجاني و300-500 ألف أرمني من كل من أذربيجان وأرمينيا. وضع بروتوكول بيشكيك لعام 1994 حدًا للقتال وأسفر عن مكاسب إقليمية كبيرة للأرمن: بالإضافة إلى السيطرة على معظم مرتفعات قره باغ، احتلت جمهورية أرتساخ أيضًا المناطق المأهولة الأذربيجانية المحيطة في آغدام وجبرائيل وفضولي وكلبجر وقبادلي ولاتشين وزنغلان. أدت شروط اتفاقية بيشكيك إلى صراع مجمد، وبدأت محاولات الوساطة الدولية طويلة الأمد لخلق عملية سلام من قبل مجموعة مينسك التابعة لمنظمة الأمن والتعاون في أوروبا في عام 1994، حيث كانت مبادئ مدريد المتوقفة هي أحدث إصدار قبل عام 2020. تبنى مجلس الأمن التابع للأمم المتحدة أربعة قرارات في عام 1993 تدعو إلى انسحاب «قوات الاحتلال» من الأراضي المحيطة بمرتفعات قره باغ، وفي عام 2008 تبنت الجمعية العامة قرارًا يطالب بالانسحاب الفوري لقوات الاحتلال الأرمينية، على الرغم من أن الرؤساء المشاركين لمجموعة مينسك التابعة لمنظمة الأمن والتعاون في أوروبا وروسيا وفرنسا والولايات المتحدة صوتوا ضده.